# Oskar Böhme
Oskar Böhme (24 februari 1870 - ?1938) was een Duitse componist en trompettist.

## Levensloop
Oskar Böhme was de zoon van Wilhelm Böhme, die ook trompettist was. Hij is geboren in een stadje in de buurt van Dresden, dat nu een deel is van Freital. Van de periode van na zijn afstuderen aan de Hochschule für Musik und Theater voor trompet en compositie in 1885, tot 1894, is niet bekend wat zijn muzikale activiteiten waren, hoewel het erg waarschijnlijk is dat hij speelde in enkele kleinere orkesten in Duitsland.
Van 1894 tot 1896 speelde hij in de Hongaarse Opera. In 1897 verhuisde hij naar Sint-Petersburg, Rusland. Böhme speelde daar gedurende 24 jaar kornet in het Mariinskitheater. Verder gaf hij gedurende 9 jaar (van 1921 tot 1930) les in een muziekschool op het Vasilievsky-eiland in Sint-Petersburg. Daarna ging hij opnieuw aan de slag in een opera met het Tovstonogov Bolsjoj dramatheater. Dit deed hij tot 1934.
In 1934 begon de Grote Zuivering onder Jozef Stalin, waarbij in 1936 een comité ontstond dat de kunsten in Sovjet-Rusland controleerde. Dit comité verbande Böhme naar Orenburg, vanwege zijn Duitse achtergrond. Bepaalde bronnen beweren dat hij daar overleed in 1938, terwijl andere stellen dat hij in 1941 aan het werk gezien was in het Turkmeense hoofdkanaal.
- Bibsys: 2125485
- Bibliothèque nationale de France: cb13891632b (data)
- CiNii: DA12047260
- Gemeinsame Normdatei: 13251608X
- International Standard Name Identifier: 0000 0001 1024 7080
- Library of Congress Control Number: n80125193
- Nationale Bibliotheek van Letland: 000181079
- MusicBrainz: c3ad4f04-ce20-4385-bda2-f108f3a7ea9e
- Nationale Bibliotheek van Tsjechië: mzk2011660331
- Nationale bibliotheek van Australië: 35262846
- Réseau des bibliothèques de Suisse occidentale: 02-A017554356
- LIBRIS: 248173
- Système universitaire de documentation: 156956292
- Virtual International Authority File: 34642614
- WorldCat: E39PBJht3W74RH3RCDF6dwRh73